# Artamus leucorynchus
Artamus leucorynchus е вид птица от семейство Artamidae.

## Разпространение
Видът е разпространен в Австралия, Бруней, Индия, Индонезия, Малайзия, Мианмар, Нова Каледония, Палау, Папуа Нова Гвинея, Филипините, Източен Тимор и Вануату.